# Skróty i skrótowce używane w NATO – M
- M - Maritime - morski
- MA
  - Madagascar - Madagaskar
  - Marocco - Maroko
- MAAP - Master Air Attack Plan - główny plan ataku powietrznego
- MAB - Marine Amphibious Brigade - morska brygada desantowa
- MACM - Maritime Airspace Control Means - morskie środki kontroli przestrzeni powietrznej
- MAGTF - Marine Air-Ground Task Force - powietrzno-lądowe siły zadaniowe piechoty morskiej
- MANPAD - Man Portable Air Defense System - przenośny system rakietowy obrony powietrznej
- MAO - Maritime Air Operations - morskie działania powietrzne
- MAPEX - Map Exercise - ćwiczenia na mapach
- MAR - Marocco - Maroko
- MARA - Military Activity Restricted Area - strefa zarezerwowana dla lotnictwa wojskowego
- MARAIRMED - Maritime Air Forces, Mediterranean - Morskie Siły Lotnicze Obszaru Morza Śródziemnego
- MARAIRNORTHWEST - Maritime Air Forces Northwestern Europe - Morskie Siły Lotnicze Obszaru Północno-Zachodniej Europy
- MARCLIP - Maritime Commanders Long-Term Infrastructure Plan - długookresowy plan infrastruktury dowódcy sił morskich
- MARCONFOR - Maritime Contingency Force - Morski Siły Szybkiego Reagowania
- MARCONFORAMPH - Maritime Contingency Force Amphibious - Morskie Siły Desantowe Szybkiego Reagowania
- MAR CONFORLANT - Maritime Contingency Force, Atlantic - Morskie Siły Szybkiego Reagowania Obszaru Atlantyku
- MARCONFORPLAN - Maritime Contingency Force Plan - plan Morskich Sił Szybkiego Reagowania
- MARLO - Marine Liaison Officer - oficer łącznikowy piechoty morskiej
- MAS - Military Agency For Standardization - Wojskowa Agencja Standaryzacyjna
- MASS - Maritime Air Surface Suveillance - morskie nawodne rozpoznanie lotnicze
- MAT - Military Air Traffic - wojskowy ruch lotniczy

- MCC - Movement Co-ordination Centre - centrum koordynacji ruchu wojsk
- MCD - Military And Civil Defence Assets - wojskowe i cywilne zasoby obronne
- MCMV - Mine Countermeasures Vehicle - pojazd z urządzeniami do niszczenia min
- MCR - Movement Completion Report - meldunek o wykonaniu przegrupowania

- MDA - Multiple Docking Adapter -
- MDF - Main Defence Forces - główne siły obronne

- MEDCC - Medical Co-ordination Centre - centrum koordynacji zabezpieczenia medycznego
- MEDSOUEAST - Southeastern Mediterranean Area - Południowo-Wschodni Obszar Śródziemnomorski
- MEO - Movement Execution Order - rozkaz do przegrupowania
- METT-T - Mission, Enemy, Terrain, Troops, Time Available - ocena sytuacji
- MEZ - Missile Engagement Zone - strefa użycia rakiet

- MG
  - Madagascar - Madagaskar
  - Mongolia - Mongolia

- MIA - Missing-In-Action - zaginiony w walce
- MILREP - Military Representative - przedstawiciel wojskowy
- MILS - Multinational Integrated Logistic Support - wielonarodowe zintegrowane zabezpieczenie logistyczne
- MILSTRIP - Military Standard Requisitioning and Issue Procedure - wymagania normy wojskowej

i procedura zapewnienia wymagań
- MILTACC - Military Air Traffic Control Centre - wojskowy ośrodek kontroli ruchu lotniczego
- MILU - Multinational Integrated Logistic Unit - wielonarodowa zintegrowana jednostka logistyczna
- MIRV - Multiple Independently Targetable Rentry Vehicle

- MJLC - Multinational Joint Logistic Centre - wielonarodowe połączone centrum logistyczne

- MLM - Military Liaison Mission - wojskowa misja łącznikowa
- MLRS - Multiple Launch Rocket System - wieloprowadnicowa wyrzutnia rakietowa

- MN
  - Monaco - Monako
  - Mongolia - Mongolia
- MNC - 
  - Multi National Corps - siły międzynarodowe
  - Major NATO Command - wyższe dowództwo NATO
  - Major NATO Commander - wyższy dowódca NATO
- MNC NE - Multi National Corps North East
- MNL - Multinational Logistics - logistyka wielonarodowa
- MNLC - Multinational Logistic Centre - wielonarodowe centrum logistyczne

- MOB - Main Operating Base - główna baza operacyjna
- MOOTW - Military Operations Other Than War - operacje reagowania kryzysowego
- MOU - Memorandum Of Understanding - memorandum o porozumieniu
- MOUT - Military Operations on Urbanized Terrain - operacje wojskowe na terenie zurbanizowanym
- MOVREQ - Movement Request - zapotrzebowanie na zmianę dyslokacji własnych sił

- MoD - Ministry Of Defence - ministerstwo obrony

- MPA - Maritime Patrol Aircraft - morski samolot patrolowy
- MPC - Message Processing Centre - ośrodek przetwarzania informacji
- MPCS - Multiple Payload Communication Satellite - satelita komunikacyjny o ładunku wielozadaniowym

- MRR - Minimum Risk Route - droga lotnicza minimalnego ryzyka

- MS - Movement Section - sekcja ruchu wojsk
- MSC - Major Subordinate Command - wyższe dowództwo podporządkowane
- MSI - Multi-Spectral Imagery - obrazowanie wielospektralne
- MSN - Mission - zadanie

- MWO - Movement Warning Order - zarządzenie wstępne do zmiany dyslokacji